# Flasterna fumipennis
Flasterna fumipennis är en insektsart som först beskrevs av Franz Xaver Fieber 1866.  Flasterna fumipennis ingår i släktet Flasterna och familjen sporrstritar. Inga underarter finns listade i Catalogue of Life.